# Гипотеза похищенной картины
«Гипотеза похищенной картины» (фр. L’Hypothèse du tableau volé) — псевдодокументальный фильм режиссёра Рауля Руиса и оператора Саши Верни (1979), вдохновлённый романом Пьера Клоссовски «Бафомет». В фильме через последовательность «живых картин» анализируется скрытое содержание полотен, якобы написанных в 1889 году никогда не существовавшим художником-академистом по имени Фредерик Тоннерр. Голос за кадром и «коллекционер» на экране предлагают зрителю разнообразные версии, позволяющие связать полотна воедино, — детективные, социальные, конспирологические, аллегорические и т. д. По мнению рассказчиков, ключ к содержанию скандальных для своего времени холстов Тоннерра таит недостающее полотно из серии, которое, по их догадке, было украдено.
По словам М. Трофименкова, Руис в фильме «удачно играет в Борхеса от режиссуры». Следуя по стопам Барта и Деррида, он демонстрирует человеческую потребность в интерпретации любого изображения и одновременно парадоксальную невозможность однозначной интерпретации. Достаточно предположить отсутствие одного из элементов ряда, как случайная совокупность банальных изображений приобретает значительность и загадку, превращаясь в открытое произведение, которое допускает практически любое толкование. Сам Руис говорил: «Раз можно всё усложнить, зачем стремиться к простоте?» Как притчу о смысле искусства и восприняли телефильм, стилизованный под просветительскую документалистику, кинокритики. Например, Винсент Кэнби сделал из него вывод о неизбежности неожиданных трактовок, «если долго и упорно вглядываться в какое бы то ни было произведение рук человеческих, будь то даже бутылка „Кока-колы“».
Художественный приём Руиса был далее развит Питером Гринуэем в таких фильмах, как «Контракт рисовальщика», «Ночной дозор» и «Рембрандт. Я обвиняю!».